# Élection présidentielle autrichienne de 1974
L’élection présidentielle autrichienne de 1974 (Bundespräsidentenwahl in Österreich 1974) se sont tenues en Autriche le 23 juin 1974, en vue d'élire le président fédéral pour un mandat de six ans. L’indépendant Rudolf Kirchschläger, soutenu par le SPÖ, a été élu au 1er tour avec plus de 51 % des suffrages face à Alois Lugger, candidat du ÖVP.

## Contexte
Franz Jonas, président fédéral élu en 1965 est décédé durant son second mandat débuté en 1971. Le chancelier Bruno Kreisky assure l'intérim.

## Résultats
| Inscrits                 | Inscrits                 | Inscrits                       | 5 031 772 |             |  |  |
| Abstentions              | Abstentions              | Abstentions                    | 298 756   | 5,94 %      |  |  |
| Votants                  | Votants                  | Votants                        | 4 733 016 | 94,06 %     |  |  |
|                          |                          |                                |           |             |  |  |
| Bulletins enregistrés    | Bulletins enregistrés    | Bulletins enregistrés          | 4 733 016 |             |  |  |
| Bulletins blancs ou nuls | Bulletins blancs ou nuls | Bulletins blancs ou nuls       | 102 179   | 2,16 %      |  |  |
| Suffrages exprimés       | Suffrages exprimés       | Suffrages exprimés             | 4 630 837 | 97,84 %     |  |  |
|                          |                          |                                |           |             |  |  |
|                          | Candidat                 | Parti                          | Suffrages | Pourcentage |  |  |
|                          | Rudolf Kirchschläger     | Indépendant soutenu par le SPÖ | 2 392 367 | 51,66 %     |  |  |
|                          | Alois Lugger             | Parti populaire autrichien     | 2 238 470 | 48,34 %     |  |  |